# Hauteurs de Tourgaï
Les hauteurs de Tourgaï ou plateau de Tourgaï, en russe Тургайское плато, forment un plateau situé en majorité au Kazakhstan et pour une petite partie en Russie. Il constitue un seuil entre la plaine de Sibérie occidentale au nord et les déserts d'Asie centrale au sud via la Porte de Tourgaï, le passage le moins élevé à travers le plateau.

## Géographie

### Topographie
Les hauteurs de Tourgaï s'étendent sur 630 kilomètres du nord au sud et sur 300 kilomètres d'est en ouest. Leur altitude moyenne est de 200 à 300 mètres.
Ce plateau est coupé en deux par la Porte de Tourgaï, un seuil long de 800 kilomètres par lequel s'écoulait, au cours de la dernière ère glaciaire, un affluent du lac glaciaire de la Sibérie occidentale désormais disparu.

### Géologie
Entre le Crétacé et l'Éocène, le plateau faisait partie de la mer de Tourgaï, ou mer de Sibérie occidentale, une extension de l'océan Téthys qui séparait l'Asie de l'Europe.